# Procerochasmias
Procerochasmias is een geslacht van insecten uit de orde vliesvleugeligen (Hymenoptera) en de familie Ichneumonidae.

## Soorten
- P. gaullei Heinrich, 1938
- P. leucoscuta Heinrich, 1967
- P. maculapex Heinrich, 1967
- P. nigromaculatus (Cameron, 1906)
- P. ruficaudator (Morley, 1919)
- P. rufithorax Heinrich, 1936
- P. septemcingulatus Heinrich, 1938
- P. tanganyikae Heinrich, 1967